# 데이터 스트림
데이터 스트림(data stream)은 연결지향통신에서, 전송된 정보를 수집하거나 정보를 전송할 때 사용되는 디지털 방식으로 암호화 된 일관된 신호의 흐름을 말한다. 데이터 스트림은 데이터 제공자로부터 추출된 정보의 집합이다. 전자 및 컴퓨터 구조 분야에서, 데이터의 흐름은 재구성 가능한 데이터경로 배열 다른 비슷한 파이프 네트워크나 다른 처리 블럭, 처리 유닛들의 포트로 언제, 어떤 정보들이 들어오거나 밖으로 나가는 지를 관할한다. 폰 노이만 구조의 컴퓨터는 명령 스트림기반인 반면, 안티머신은 데이터스트림 기반이기 때문에 종종 데이터 스트림을 명령 스트림으로 보기 쉽다.